# Agauno
Agauno  (em latim: Agaunum),a moderna Saint-Maurice no cantão de Valais no sudoeste da Suíça, era um porto menor romano confinado entre o rio Ródano e as montanhas ao longo da estrada que ligava a Genebra romana (Genava) sobre os Alpes pelo Passo de São Bernardo até a Itália.

## A lenda

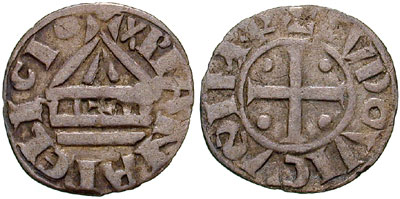
Frente: XPI S MAVRICI; Verso: LVDOVICVS IMP

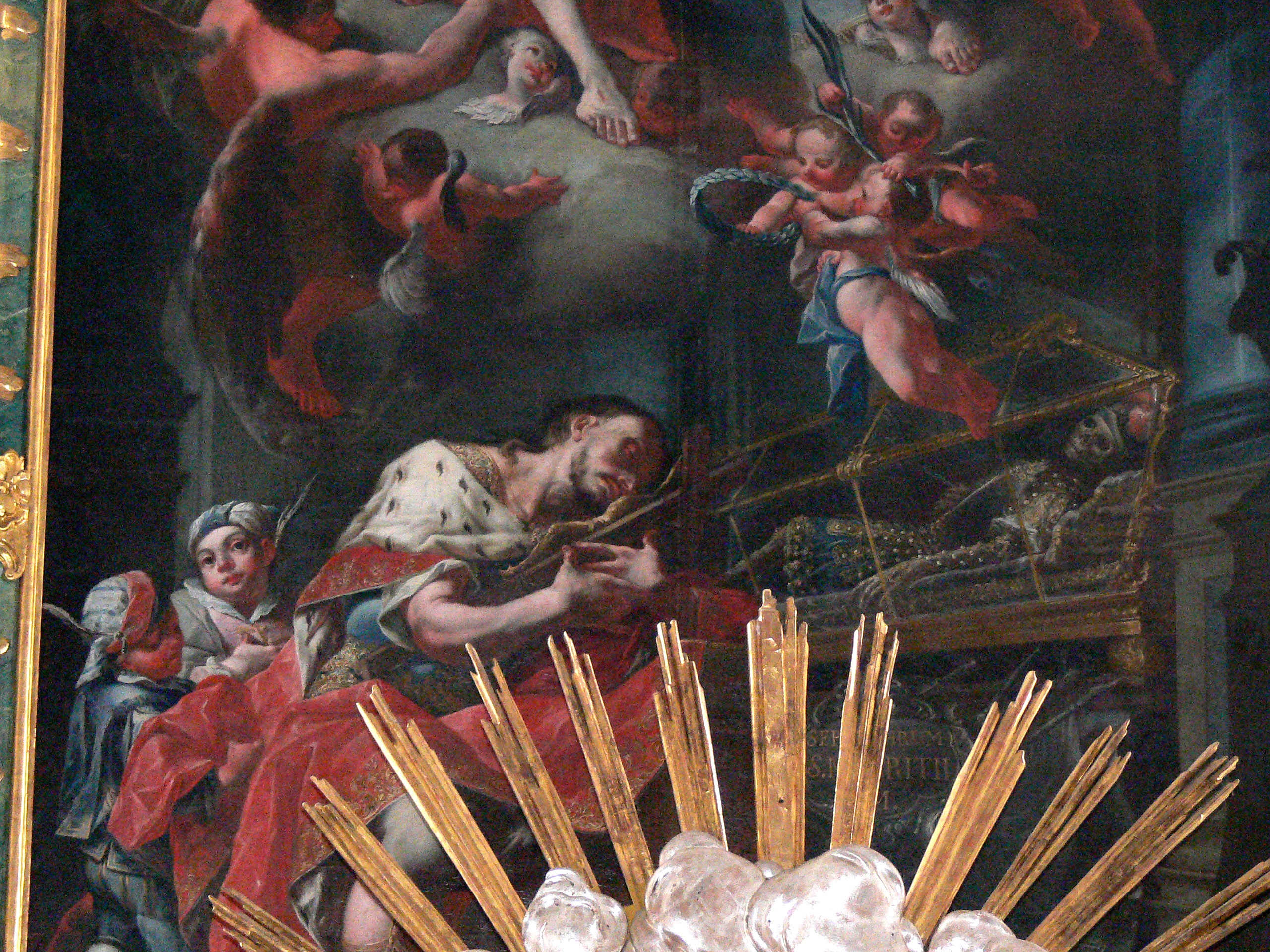
Sigismundo rezando em frente às relíquias de São Maurício.

Perto de Agauno, num local ainda identificável como um antigo templo à Mercúrio, o deus dos viajantes, escavado atrás do santuário atual da loca Abadia de Saint-Maurice em Agauno, uma revelação levou à descoberta dos ossos dos mártires durante o tempo de Teodoro de Octodure (atual Martigny), em 350. A narrativa etiológica explicando o conjunto de restos humanos levou ao culto de uma legião romana inteira, a lendária Legião Tebana, formada inteiramente de cristãos e martirizada no local. Seu líder seria, segundo a lenda, São Maurício.

## O Mosteiro
A história do martírio foi escrita por Euquério de Lyon, que morreu em 494. No seu relato da lenda ele diz que o templo erguido por Teodoro já era uma basílica na sua época, destino de muitos peregrinos, parte da antiga diocese de Sion. Em 515, a basílica se tornou o centro de mosteiro construído em terras doadas por Sigismundo da Borgonha, o primeiro rei dos burgúndios a se converter do arianismo para o cristianismo trinitário. Sua conversão pessoal não foi, contudo, exigida de seus nobres burgúndios. Com a cooperação dos bispos católicos, Segismundo começou a reformar a casa de repouso da comunidade que já atendia os peregrinos à volta do templo. O resultado foi um desenvolvimento único no seu tempo: um mosteiro criado ex nihilo sob patrocínio ao invés de um que se desenvolveu organicamente à volta da figura de um monge reverenciado, como era comum na época. Entre 515 e 521, Segismundo dotou prodigamente sua fundação real, transferindo monges de outros mosteiros burgúndios para garantir a observância constante da liturgia. Esta, conhecida como laus perennis ("elogio perpétuo") pelo coro, era uma inovação na Europa ocidental, importada de Constantinopla. Era uma característica particular da Abadia de São Maurício e dali se espalhou para outros lugares.
A Abadia de São Maurício em Agauno era a principal do reino da Burgúndia. No século X, os sarracenos do forte de Fraxineto montaram um entreposto perto da abadia para controlarem o passo de São Bernardo. Em 961, as relíquias de São Maurício e dos outros mártires foram levadas para a nova catedral que estava sendo erguida em Magdeburgo pelo imperador Oto I, mas a abadia continuou a prosperar.